# Grundschrift

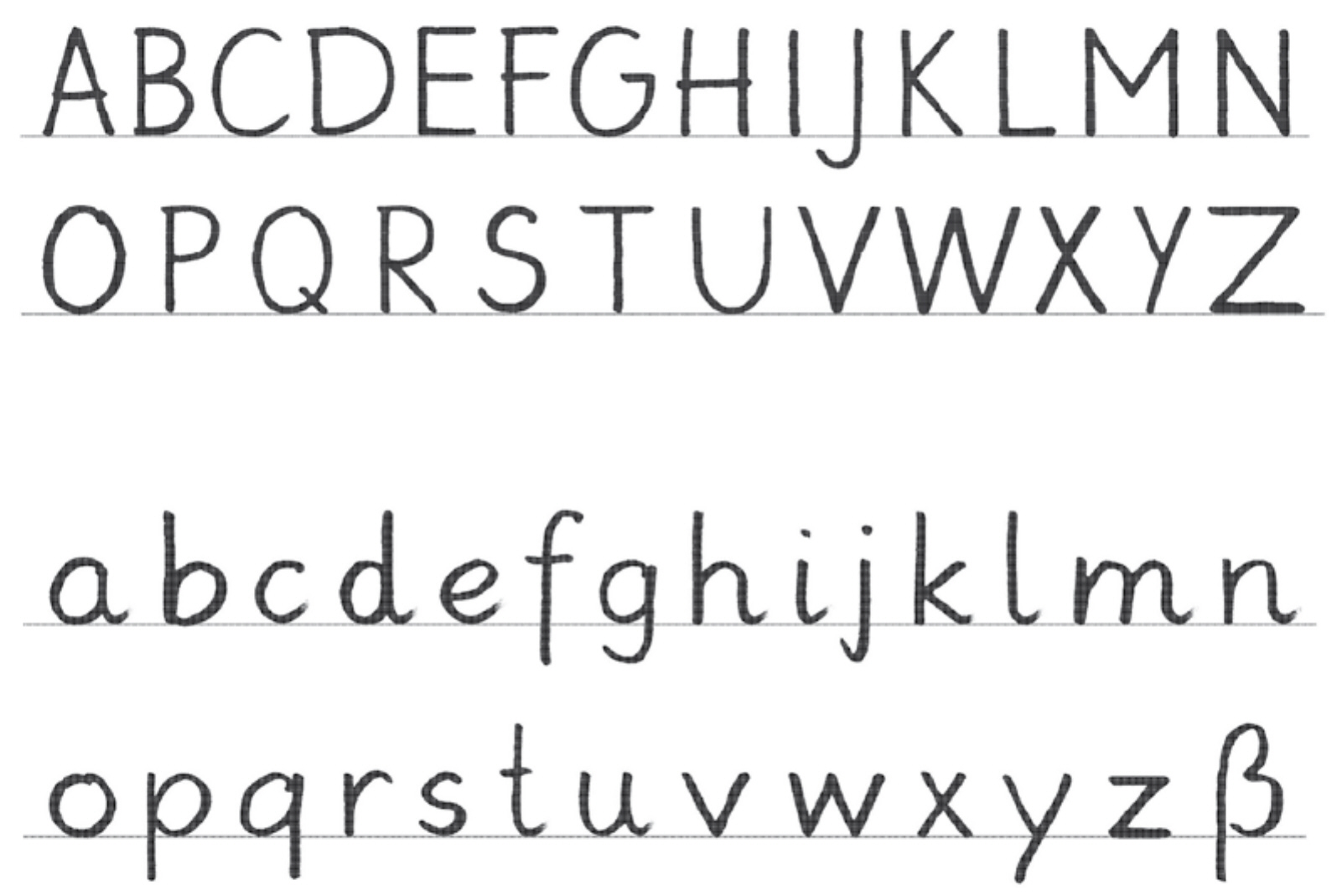
Caratteri Grundschrift

Grundschrift (in italiano: Scrittura di base) è un tipo di scrittura introdotto per scopo pedagogico in Germania: si tratta di uno stampatello tondo, lineare e senza grazie, ideata per far apprendere la scrittura dai caratteri della carta stampata e dei dispositivi digitali ma che permetta comunque lo sviluppo di una scrittura personale comprensibile analoga al corsivo, sempre meno usato al giorno d'oggi.
La scrittura è nata nel 2011 ad Amburgo come esperimento pilota del Grundschulverband, il sindacato degli insegnanti, sotto la guida degli esperti Horst Barnitzky, Erika Brinkmann, Ulrich Hecker e Christina Mehrhofer-Bernt.